# Geometriae Dedicata
Geometriae Dedicata est une revue mathématique à évaluation par les pairs spécialisée dans la publication d'articles en géométrie en relation avec la topologie, la théorie des groupes et la théorie des systèmes dynamiques.

## Description
Geometriae Dedicata a été créé en 1972 à l'initiative de Hans Freudenthal à Utrecht. Il est publié par Springer Netherlands. Les rédacteurs en chef sont, en 2020, John R. Parker et Jean-Marc Schlenker.
Le journal Geometriae Dedicata publie des articles de recherche sur la géométrie en relation avec la topologie, la théorie des groupes et la théorie des systèmes dynamiques. Il publie aussi des numéros spéciaux centrés sur des sujets d'intérêt spécifiques.
Le journal paraît sur la base de six volumes bimestriels.

## Indexation
Les articles du journal sont résumés et indexés par les bases de données usuelles de Springer, et notamment Google Scholar,
Institute of Scientific and Technical Information of China,
Journal Citation Reports,
Mathematical Reviews,
Science Citation Index,
Scopus et Zentralblatt MATH.
D'après  SCImago Journal Rank le facteur d'impact est 0,73 en 2019. Le journal se classe dans le deuxième quartile de la catégorie Geometry and Topology. Sur la page de la revue, le facteur d'impact est 0,584.